# 羽根兜

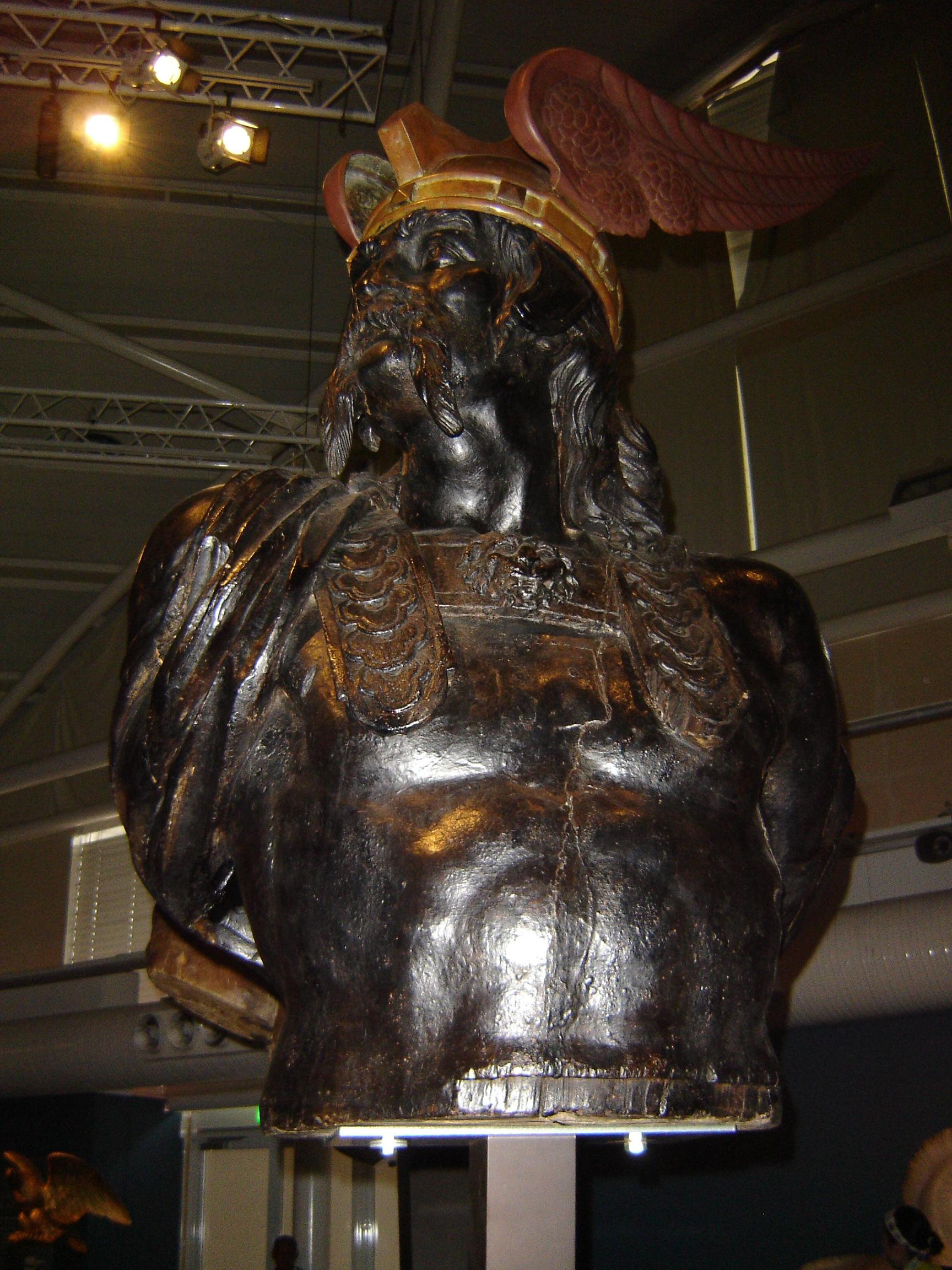
19世紀の船首像。羽根兜をかぶったブレンヌスをかたどっている。

羽根兜（winged helmet）は頭の両脇に羽根飾りをつけた兜のことである。古代においてはヘルメス（メルクリウス） や女神ローマが羽根兜をかぶった姿で描写されたが、19世紀には羽根兜は古代ケルトやゲルマンあるいはヴァイキングの兜として広く描写されるようになった。また、北欧神話の物語を描く際にもしばしば用いられた。羽根兜は角兜（英語: horned helmet）と同様、北欧の「蛮族」の戦士を表すお決まりの表現として使われるようになった。

## 歴史的証拠

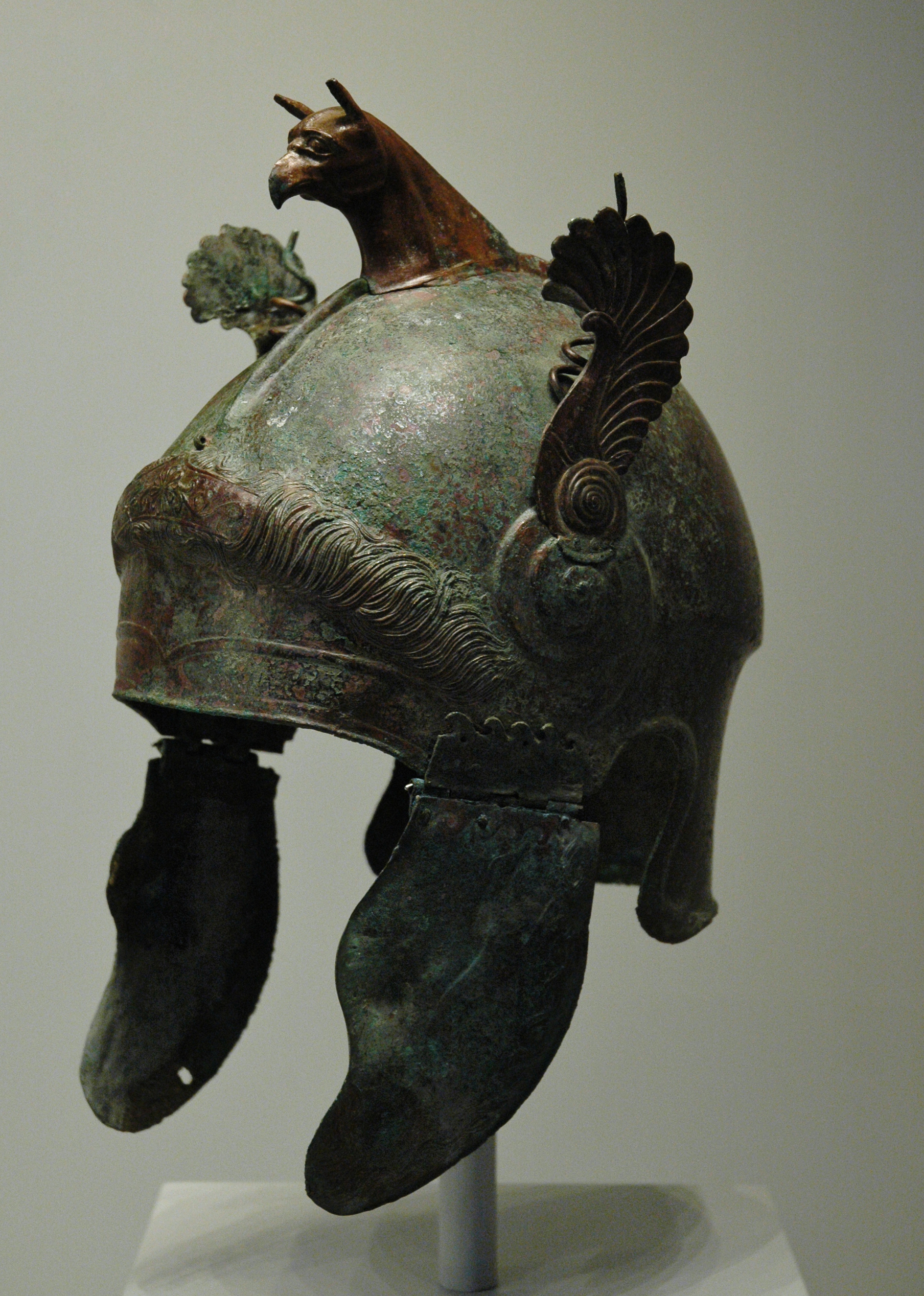
小さな青銅の羽根飾りがついたアッティカ式の兜。紀元前4世紀の南イタリアのもの

古代世界において実際にそのような飾りをつけた兜が使われていたという証拠はわずかにしか存在せず、それらも機能的な目的よりも儀礼的な意味合いが強いと考えられる。青銅板の羽根飾りがついたアッティカ式兜はサムニウム人などのイタリック人がローマによる征服前に着用していた。そのような兜がいくつか発掘されており、それは多くの博物館で見ることが出来る。

恐らくは羽根の生えた動物をかたどった兜は、シケリアのディオドロスによるとケルト人によって使われたという。
「彼らは頭の上に青銅の兜をかぶっている。その兜は大きく突き出た形状をしていて、装着者を巨大に見せる効果がある。場合によっては兜の一部が角の形をしていたり、あるいは鳥や獣の前部をかたどっていたりする。」

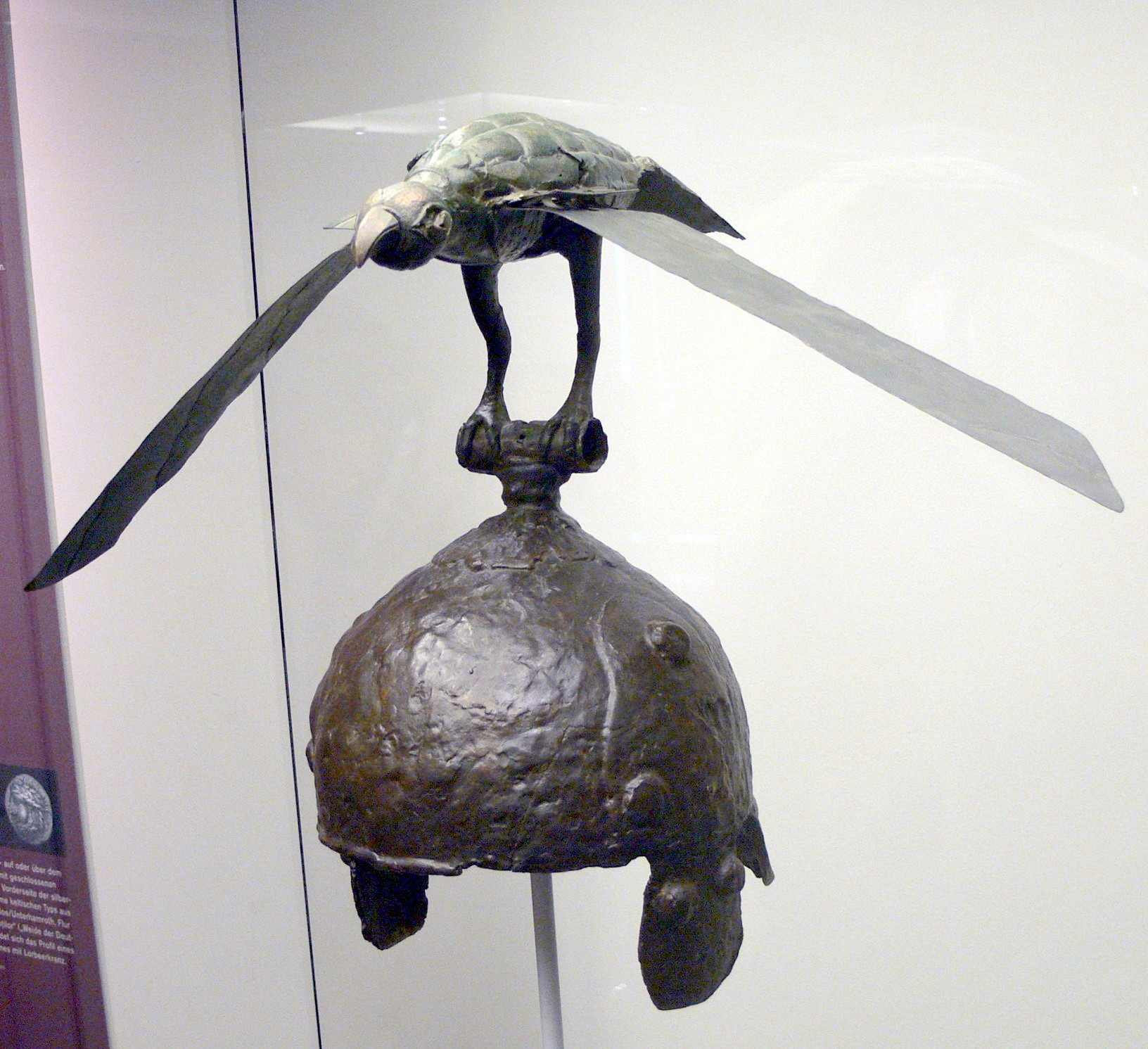
完全な形の翼の生えた鳥の飾りが付いたケルトの兜。ルーマニアのチュメシュティ(Ciumesti)で見つかった紀元前3世紀のもの

こうした形状のケルトの兜の実例としては、ルーマニアで出土した紀元前3世紀の兜がある。この兜には、両側に翼を広げたワシかワタリガラスかと思われる大きな飾りが取り付けられている。この飾りは精巧に作られており、着用者の動きに合わせて翼が羽ばたくように関節でつながれていた。こうした種類の兜は、今日一般的にケルト人が着用していたと信じられている。しかし、ケルト人のほとんどは、のちにローマ人たちが用いた「モンテフォルティノ(Montefortino)型」のような、円錐形やそれに近い形の、もっとおとなしめの兜を着用していた。
古代における羽根兜をかぶったメルクリウスの描写は速さの象徴とされていた。現代のアメコミにおいては、頭の羽根飾りはフラッシュのコスチュームへと受け継がれている。
スウェーデンのヴェンデル時代の兜はしばしば鳥をモチーフとしたものとして取り上げられる。しかし、こうした兜の羽根は鼻あてに意匠化されていたり、羽の形の「眉毛」としてのぞき穴の周りにかたどられているのがしばしばである。